# USS Buchanan (DD-484)
Pour les autres navires du même nom, voir USS Buchanan.
L’USS Buchanan (DD-484) est un destroyer de classe Gleaves de l'United States Navy qui participe à la Seconde Guerre mondiale.